# Apanteles navius
Apanteles navius är en stekelart som beskrevs av Nixon 1965. Apanteles navius ingår i släktet Apanteles och familjen bracksteklar. Inga underarter finns listade i Catalogue of Life.